# André Marier
Pour les articles homonymes, voir Marier.
André Marier est un économiste québécois né en 1932 et mort le 11 décembre 2014.
Il a participé à la Révolution tranquille aux côtés de son confrère économiste Jacques Parizeau. Notamment, il a travaillé sur le projet de création de la Régie des rentes du Québec / Caisse de dépôt et placement.
Stagiaire dans les échanges franco-québécois dès 1964.
Conseiller économique à la Délégation générale du Québec à Paris entre juillet 1969 et 1971.
Le fonds d’archives André Marier est conservé au centre d’archives de Québec de Bibliothèque et Archives nationales du Québec.
Voir aussi l'épisode de la série télévisée Tout le monde en parlait intitulé La Caisse de dépôt et placement du Québec (1er sep 2009).

## Honneurs
- 1998 : Chevalier de l'Ordre des Palmes académiques
- 2001 : Officier de l'Ordre national du Québec
- 2002 : Ordre des francophones d'Amérique